# الفرقة القومية الفلسطينية
الفرقة القومية الفلسطينية هي مبادرة فنية انطلقت برعاية منظمة التحرير الفلسطينية، بهدف صون الهوية الثقافية وتعزيز الوعي الوطني من خلال الفنون الشعبية والموسيقية. تأسست بين عامي 1970 و1986، مستندة إلى تجارب فنية سابقة مثل فرقة موسيقى الثورة الفلسطينية، والفرقة المركزية الفلسطينية. لعبت مؤسسة المسرح الفلسطيني للفنون الشعبية دوراً محورياً في تعزيز القدرات الفنية والبنية التنظيمية للفرقة.

## نشأتها
كان تأسيس أول فرقة موسيقية تابعة للثورة الفلسطينية في سوريا عام 1971، بقرار من القائد الراحل ياسر عرفات، بقيادة المناضل عادل عواد (أبو إيهاب)، وضمّت نخبة من 35 عازفاً التحقوا بصفوف الثورة. وعلى مدى السنوات التالية، تشكلت ثماني فرق فنية متخصصة في الأغاني الثورية، الفلكلور، المسرح، وغيرها، وتم دمجها في عام 1977 تحت اسم "مؤسسة المسرح والفنون الشعبية" بإشراف الحاج مطلق. قد شاركت هذه المؤسسة في مهرجانات دولية في العديد من الدول مثل الجزائر واليمن وتونس والعراق.
بعد خروج الثورة من بيروت عام 1982، انتقلت الفرقة مع المقاتلين إلى الجزائر، ثم تونس، ثم استقرت في بغداد، وحملت اسم "الفرقة القومية للفنون الشعبية الفلسطينية". وفي عام 1986، وبقرار مباشر من الزعيم ياسر عرفات عبر دائرة الثقافة والإعلام بقيادة عبد الله الحوراني (أبو منيف)، تأسست الفرقة بصيغتها الرسمية تحت اسم "الفرقة القومية الفلسطينية".
من أقسامها: (النحاسيات،القرب،الإيقاعات،التراث الشعبي وقسم التأهيل والتدريب).

## مهامها
تهدف الفرقة القومية الفلسطينية إلى عدة مهام وهي:
- تغطية مراسم الأجهزة الامنية الفلسطينية.
- المشاركة في استقبال ووداع ملوك ورؤساء الدول الشقيقة و الصديقة.
- تغطية مراسم الوفود والضيوف الكبار.
- تغطية احتفاليات السلطة الفلسطينية.